# Tomba delle Leonesse

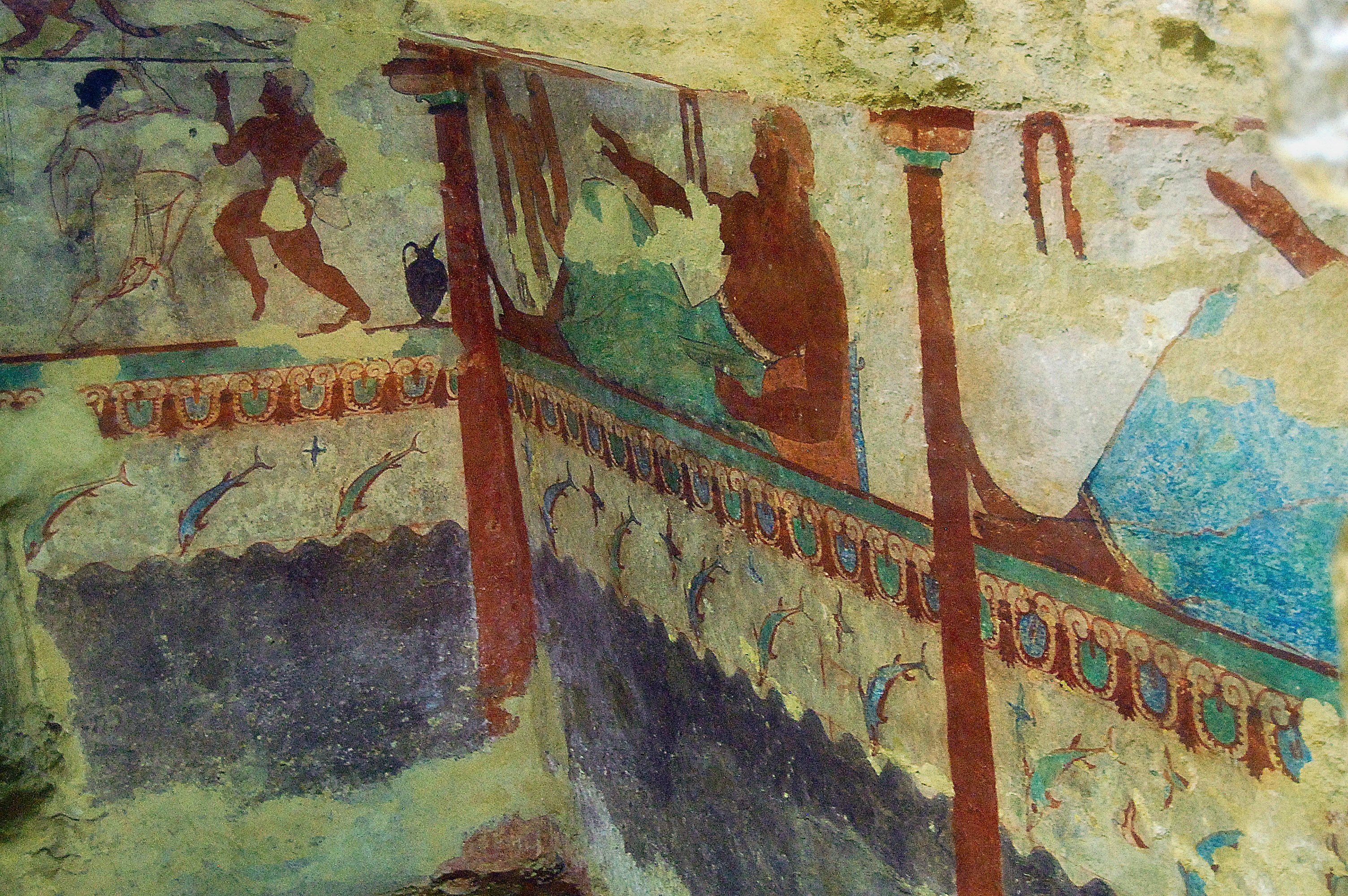
Parete destra della tomba delle Leonesse.

La tomba delle Leonesse è una tomba situata nella necropoli etrusca di Tarquinia, Lazio. Scoperta nel 1874, risale al 520 a. C. ed è costituita da una camera unica con soffitto a doppio spiovente, al quale vi si accede attraverso un dromos a gradini. Probabilmente tutta l'azione si svolge come la riproduzione di una festa in una casa etrusca in cui viene celebrato il defunto che non è presente graficamente, ma viene sottinteso dalla scelta del tema decorativo. Inoltre, la vivacità dei colori, la grande qualità tecnica e lo stile di origine greco-orientale, fa pensare ad un influsso artistico di origine ionica o alla mano proprio di un pittore greco-ionico.

## Affreschi
Le "leonesse" che danno il nome alla tomba, raffigurate nel timpano della parete di fondo, sono in realtà delle pantere, animali sacri a Dioniso. 
Ad eccezione della parete d'ingresso, le pitture si sono conservate, mostrando una tematica dionisiaca che viene richiamata attraverso la scelta dei dettagli, oltre che dall'intera composizione. Si può vedere, infatti, che il soffitto è decorato da un motivo a scacchiera, mentre le pareti sono scandite da sei colonne rosse che danno alla tomba l'aspetto di un padiglione coperto, con aperture verso l'esterno. 
In questa camera manca il fascione policromo che, nelle altre tombe, si trova sotto gli spioventi e i frontoni. Questa mancanza forse è dovuta al fatto che su ciascuna delle pareti laterali sono collocate tre colonne tuscaniche, che scendono fino al piano della camera. Ciò evidenzia il carattere architettonico e strutturale che il pittore ha voluto dare all’ambiente.
Al centro della parete di fondo, sopra lo stipo per il defunto, sono raffigurate due danze diverse: a sinistra un'elegante danzatrice,  vestita con una tunica a fiori trasparente, il tutulus sul capo ed un ampio mantello,  si muove al ritmo della cetra. A destra, quasi a contrasto con la figura precedente,  viene riprodotta una coppia formata da una donna, fasciata da una tunica trasparente  e da un uomo completamente nudo che ballano al suono di un doppio flauto.  L’oinochoe che il giovane tiene nella mano sinistra e l’altro vaso collocato all’angolo dietro di esso, potrebbe far pensare ad una danza orgiastica, che però i movimenti ritmici e coordinati della coppia fanno considerare appena all’inizio. 
Al centro della scena c'è un enorme cratere a volute decorato con una corona di foglie di edera o forse di vite, pianta sacra a Dioniso. La presenza di questo oggetto e di altre stoviglie suggeriscono che si sta assistendo ad un simposio. Infatti lungo le pareti laterali vengono raffigurati i partecipanti al banchetto: sono quattro uomini, distribuiti a coppie di due sulle due pareti, distesi sulle proprie kline. In particolare, sulla parete destra, l'uomo verso la parete di fondo impugna nella mano sinistra kylix, una coppa da vino in ceramica, nella mano destra un uovo, che probabilmente rappresenta il problema della continuità della vita. 
È presente anche un altro personaggio: una giovane, resa con un semplice contorno su fondo bianco, che porge al commensale un oggetto incerto. Ha il capo leggermente inclinato in avanti e nella mano destra un doppio flauto. 
Nella porzione inferiore delle pareti vi è un fregio ad onda che rappresenta delfini che saltano, altro animale del mito di Dioniso, e uccelli.